# Croton pseudoglabellus
Espèce
Croton pseudoglabellus est une espèce de plantes à fleurs du genre Croton et de la famille des Euphorbiaceae, présente au sud-est du Mexique.